# Eugeniusz III
Eugeniusz III (łac. Eugenius III, właśc. Bernardo da Pisa OCist; ur. najpóźniej w 1085 w Pizie, zm. 8 lipca 1153 w Tivoli) – papież w okresie od 15 lutego 1145 do 8 lipca 1153, błogosławiony Kościoła katolickiego.
Był pierwszym papieżem z zakonu cystersów. Został beatyfikowany dekretem z 28 grudnia 1872, przez bł. papieża Piusa IX. Jego wspomnienie liturgiczne w Kościele katolickim obchodzone jest w dzienną rocznicę śmierci.

## Życiorys
Wiadomo, że Bernard urodził się w Pizie i że jego ojciec miał na imię Godius, poza tym jednak na temat jego pochodzenia brak pewnych informacji. Powszechnie przypisywana mu przynależność do szlacheckiego rodu Paganelli po raz pierwszy jest wspomniana dopiero w źródłach z końca XVI wieku, niemających większej wartości historycznej.
W 1106 Bernardo jest poświadczony jako kanonik regularny przy katedrze pizańskiej, a w latach 1115–1129 jako subdiakon. W latach 1133–1138, sprawował urząd wicedominusa archidiecezji pizańskiej. W tym też okresie (po 5 maja 1134) przyjął święcenia kapłańskie z rąk papieża Innocentego II. Prawdopodobnie w 1135 roku na odbywającym się w Pizie synodzie spotkał Bernarda z Clairvaux, i pod jego wpływem w 1138 wstąpił do zakonu cysterskiego. Przez krótki czas był mnichem w Clairvaux, jednak już w 1139 powrócił do Italii jako przełożony wspólnoty cysterskiej w Scandriglia w Lacjum. W 1140 został opatem położonego niedaleko Rzymu klasztoru S. Anastasio alle Tre Fontane, który papież Innocenty II nadał wówczas cystersom. Niektóre kroniki podają, że wkrótce potem został mianowany kardynałem prezbiterem, co jednak wydaje się mało prawdopodobne.

## Wybór na papieża
15 lutego 1145 roku, w dniu śmierci papieża Lucjusza II, kardynałowie niespodziewanie obrali go na nowego papieża. Bernard przyjął wybór i przybrał imię Eugeniusz III.

## Pontyfikat
Eugeniusz III został papieżem w bardzo trudnym momencie. W Rzymie powstała dwa lata wcześniej komuna miejska, która była przeciwna świeckiej władzy papieża. W chwili wyboru Eugeniusza w mieście trwała zbrojna rewolta, której przewodniczył Arnold z Brescii, uniemożliwiająca intronizację. Do jego konsekracji i koronacji doszło w położonym poza miastem opactwie Farfa 18 lutego 1145.
Wskutek zatargów z komuną miejską Eugeniusz III przez większą część swego pontyfikatu (do grudnia 1145, 1147–1149 i 1150–1152) rezydował poza Rzymem. Jego powroty, możliwe wyłącznie dzięki zbrojnej pomocy króla sycylijskiego Rogera II, okazywały się za każdym razem krótkotrwałe. Na ten czas przypada kariera trybuna ludowego Arnolda z Brescii, jednego z liderów rzymskiego stronnictwa republikańskiego. Siedzibami papieża były kolejno Tivoli, Viterbo i Siena, jednak w latach 1147–1149 odbył on podróż do Francji, gdzie przewodniczył wielu synodom (m.in. w Paryżu, Reims i Trewirze), poświęconym głównie reformie duchowieństwa. Chodziło zwłaszcza o potępienie nadmiernego bogactwa i chciwości duchownych. Przez pewien czas siedzibą papiestwa było opactwo Clairvaux. Eugeniusz III utrzymywał zresztą regularną korespondencję z opatem Bernardem z Clairvaux i chętnie korzystał z jego rad.
1 grudnia 1145 roku papież zaapelował w bulli do francuskiego króla Ludwika VII o podjęcie II wyprawy krzyżowej (1147–49). W tym samym czasie zwrócił się o pomoc do króla niemieckiego Konrada III przy powrocie do Rzymu i ograniczeniu władzy komuny miejskiej i Rogera II. Konrad jednak postanowił wesprzeć papieża w drugiej krucjacie. Porażka tego przedsięwzięcia poważnie nadwerężyła autorytet papiestwa oraz Bernarda z Clairvaux, który mocno zaangażował się w jej propagowanie. Polska i Saksonia zostały zwolnione od udziału w wyprawie do Ziemi Świętej w zamian za uderzenie na pogańskich Słowian Połabskich. Po powrocie do Włoch, Eugeniusz ekskomunikował Arnolda z Brescii 15 lipca 1148 roku. Przy pomocy Rogera II, papież przyjechał do Rzymu w 1149 roku, lecz wrogo nastawieni mieszczanie zmusili go do ponownego wyjazdu. Wówczas Konrad III rozpoczął negocjacje, które zakończyły się powodzeniem i obietnicą nadania mu korony cesarskiej na jesieni 1152 roku. Jednak król niemiecki zmarł 15 lutego i na cesarza rzymskiego miał zostać koronowany jego następca Fryderyk I.
Eugeniusz III dbał o rozwój kościoła w najdalszych zakątkach Europy. W latach 1151–1152 w Irlandii przebywał jego legat kardynał Giovanni Paparoni, który ustanowił w tym kraju cztery metropolie. W 1152 wysłał do Skandynawii kardynała-legata Nicholasa z Albano, który ustanowił nowe arcybiskupstwo Norwegii w Nidaros, uniezależniając kościół norweski od duńskiej metropolii w Lund. Natomiast stosunki papiestwa z Polską w tym okresie nie układały się dobrze. Polski episkopat wbrew woli papieża udzielał poparcia młodszym braciom wygnanego w 1146 księcia-seniora Władysława II. Przebywający w Polsce w 1148 legat papieski Guido di Crema rzucił na kraj interdykt (zignorowany przez polskich biskupów), a w następnych latach legaci wysyłani do Europy Środkowej omijali Polskę; do wznowienia kontaktów doszło dopiero po śmierci Eugeniusza III. W Anglii, papież opowiedział się po stronie arcybiskupa Canterbury, Teobalda, w sporze z królem Stefanem i usunął ze stanowiska Wilhelma, arcybiskupa Yorku.
Za jego pontyfikatu w 1150 roku doszło do ostatecznego uformowania się Kolegium Kardynalskiego jako samodzielnej, korporacyjnej struktury kościelnej.
Papież Eugeniusz III zmarł w Tivoli i został pochowany w bazylice św. Piotra.